# Ilex gundlachiana
Ilex gundlachiana är en järneksväxtart som beskrevs av Loesener. Ilex gundlachiana ingår i släktet järnekar, och familjen järneksväxter. Inga underarter finns listade i Catalogue of Life.